# Suzuki GSX-R

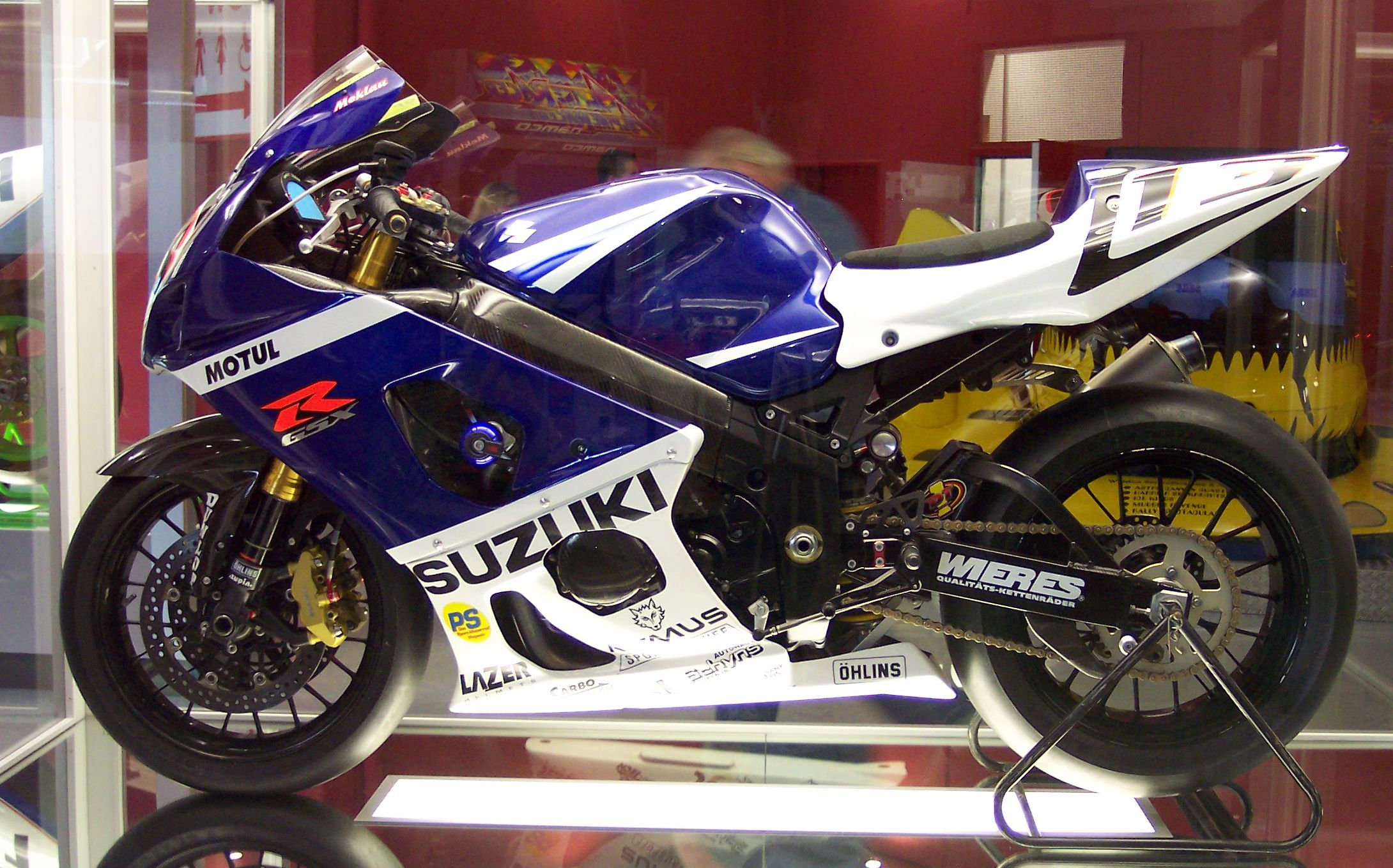
GSX-R 1000 de 2004.

Les Suzuki GSX-R sont des motos sportives dérivées des machines de circuit de la marque Suzuki.

## Historique

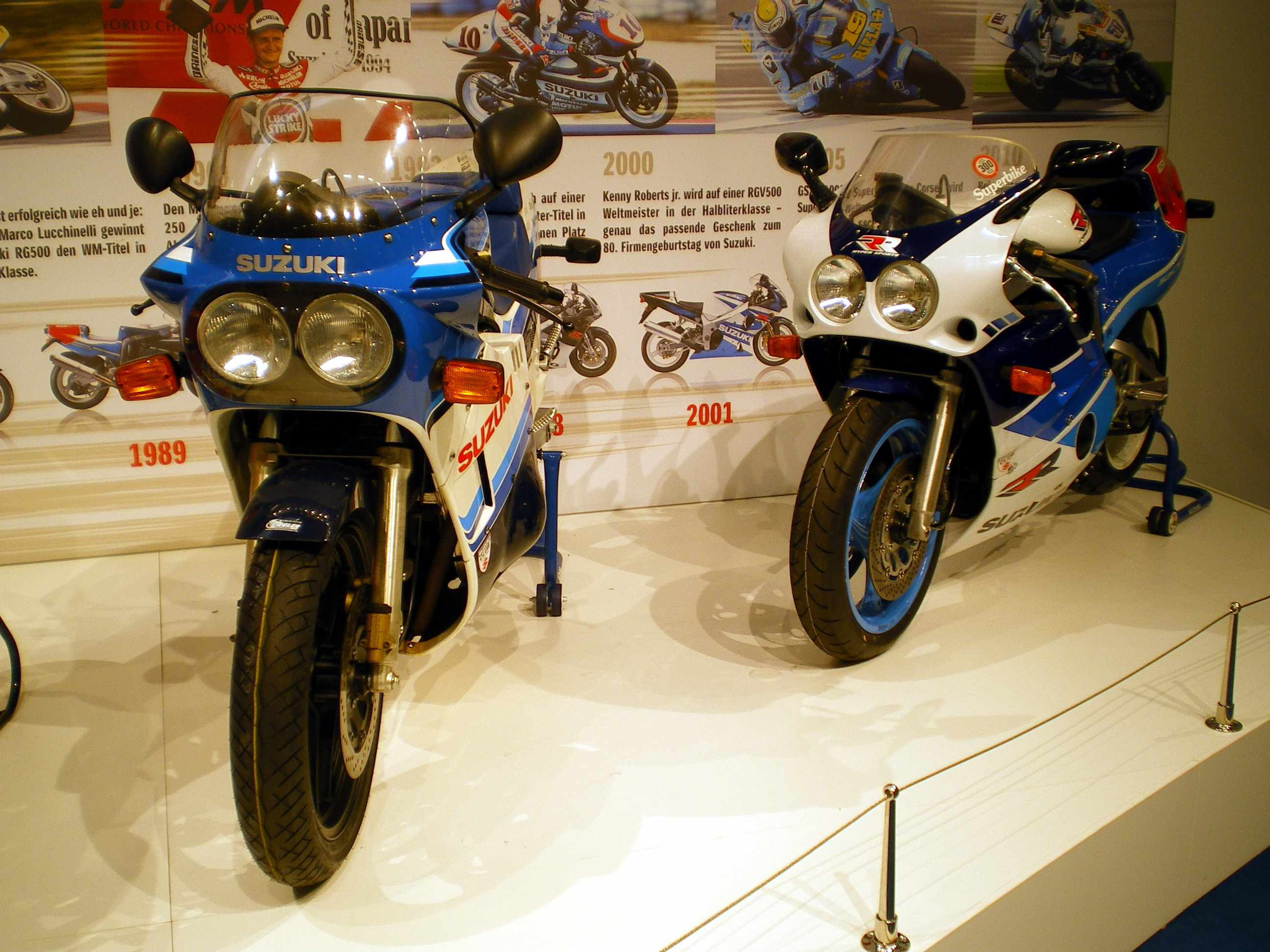
GSX-R 750 modèle 1985 et GSX-R 750 R modèle 1989.

Apparue en 1984 au Japon, la GSX-R 400 est la première hypersport de la marque Suzuki. La GSX-R 750 apparue l'année suivante est l'instigatrice de la mode des « réplicas » de grosses cylindrées 4-temps, le 2-temps étant réservé aux séries RG Gamma (RG 125, RG 250 et RG 500).
À cette époque, seuls quelques préparateurs comme le français Martin proposaient des motos avec les caractéristiques proches des modèles de compétition. La production restait donc très réduite. Suzuki franchit le pas et commercialisa en grande série une machine directement issue de la piste plus particulièrement des courses d'endurance moto.
Toutes les machines, de la 250 à la 1100, utilisent la même architecture moteur : un 4-cylindres en ligne, 4-temps, à double arbre à cames en tête et seize soupapes. Dans les années 1980, la 400 était mue par un moteur à refroidissement liquide lorsque la 750 et la 1100 étaient pourvues du moteur SACS (Suzuki Advanced Cooling System) appelé aussi « air/huile ». La 750 est passée au refroidissement liquide en 1992, suivra la 1100. Un cadre périmétrique aluminium était monté sur les petites 400 dès 1986 lorsque les 750 et 1100 étaient pourvues d'un cadre MR-Albox, certes en aluminium mais au dessin classique.
Il faut attendre 1996 et la 750 SRAD pour que la GSX-R bénéficie enfin du cadre périmétrique.

## Chronologie des modèles

### GSX-R 400
Apparue en 1984, la GSX-R400 fut la première de la famille. En 1988, la 400 évolue sérieusement et si la version de base GSX-R400 reste au catalogue, une version GSX-R400SP (Sports Production) fait son apparition. L'année suivante en 1989, il n'existe plus que la GSX-R400R et la GSX-R400R SP au catalogue, cette dernière reprend le style de la mythique GSX-R 750 RR (Race Replica). Le moteur de 398 cm3 développe 59 ch puis, à cause des nouvelles normes au Japon, la puissance est abaissée à 53 ch dès 1993.
L'histoire de la GSX-R400R prend fin en 1999.

### GSX-R 750

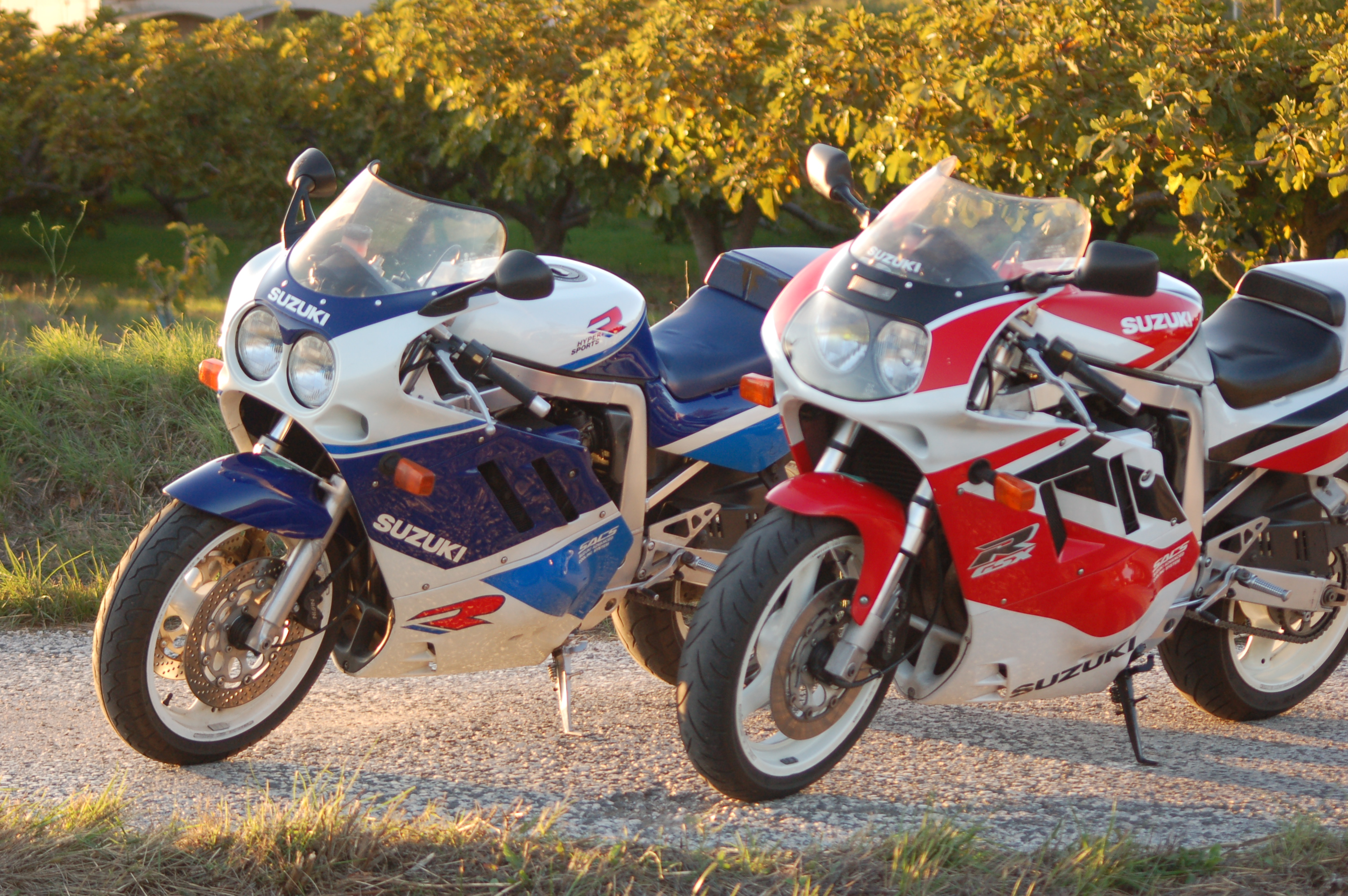
Les GSX-R 750 de 1991 (rouge) et 1989 (bleue).

Présentée en septembre 1984 au Salon de la Moto de Cologne, la GSX-R 750 arrive sur le marché français en 1985 au tarif de 42 500 FF, soit un an après sa petite sœur de 400 cm3. Les constructeurs japonais ne proposaient alors que des réplicas 2-temps de leurs machines de course, telles que les Yamaha RD500LC, Honda NSR 400 et Suzuki RG500.
Etsuo Yokouchi, directeur de course chez Suzuki, est l'instigateur de cette machine exploitant un moteur 4-temps et s'affirmant être « une moto de course sur route ». Le cahier des charges est de concevoir une moto sportive de 100 ch qui soit 20 % plus légère que ses rivales.

### GSX-R 1100

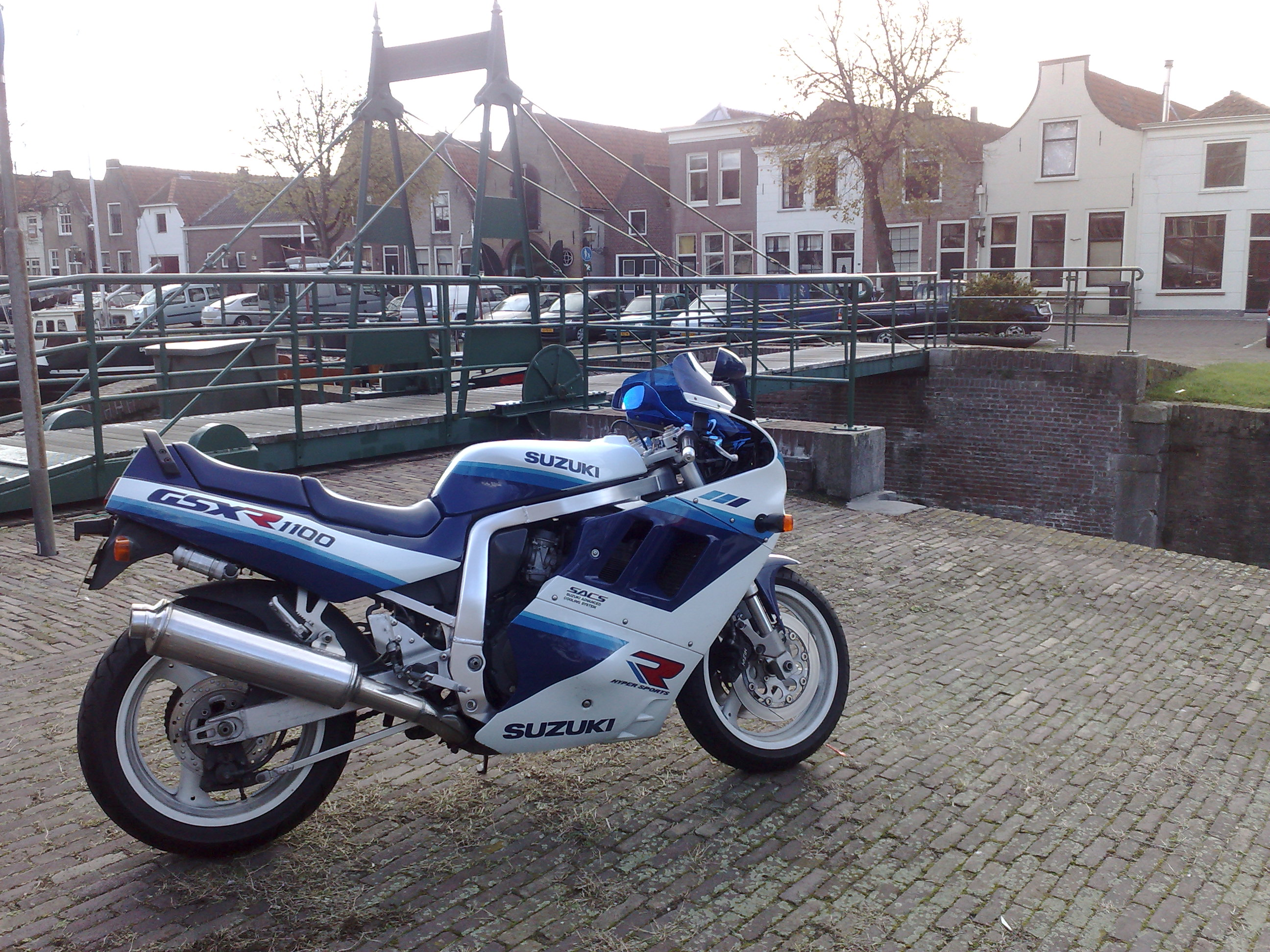
GSX-R 1100 modèle 1990.

Un an après l'apparition de la 750, Suzuki lance la GSX-R 1100. Elle reprend la même base moteur mais portée à 1 052 cm3 pour 130 ch puis 1 127 cm3 pour 145 ch en 1989. Comme son aînée, elle utilise un refroidissement par air et huile (SACS). En 1991, toujours animée par un moteur SACS, elle passe à une distribution par seize linguets simples au lieu de huit dédoublés jusqu'en 1993 où elle sera remplacée par un refroidissement liquide. À cette occasion, sa dénomination changera en « GSX-R 1100 W » (pour water-cooled). La cylindrée du moteur variera fréquemment, passant à 1 127 cm3 en 1989, puis à 1 074 cm3 trois ans plus tard et jusqu'à l'arrêt de la production en 1999. C'est cette moto qui fut utilisée par le Prince noir pour sa « course ».

### GSX-R 50
La RB 50 GAG a été commercialisée au Royaume-Uni sous le nom de « GSX-R 50 »,.
La petite RB 50 GAG fut commercialisée au Japon plusieurs années mais elle apparait aussi au catalogue français Suzuki en 1988.

### GSX-R 250
La GSX-R 250 fut produite de 1987 à 1989. La GSX-R 250 R la remplaça jusqu'à l'arrêt de la production en 1991. Une version SP fit une courte carrière en 1989. Elle ne dépassa que rarement les frontières du Japon. On y trouve un moteur de 248 cm3 annoncé à 45 ch.

### GSX-R 600

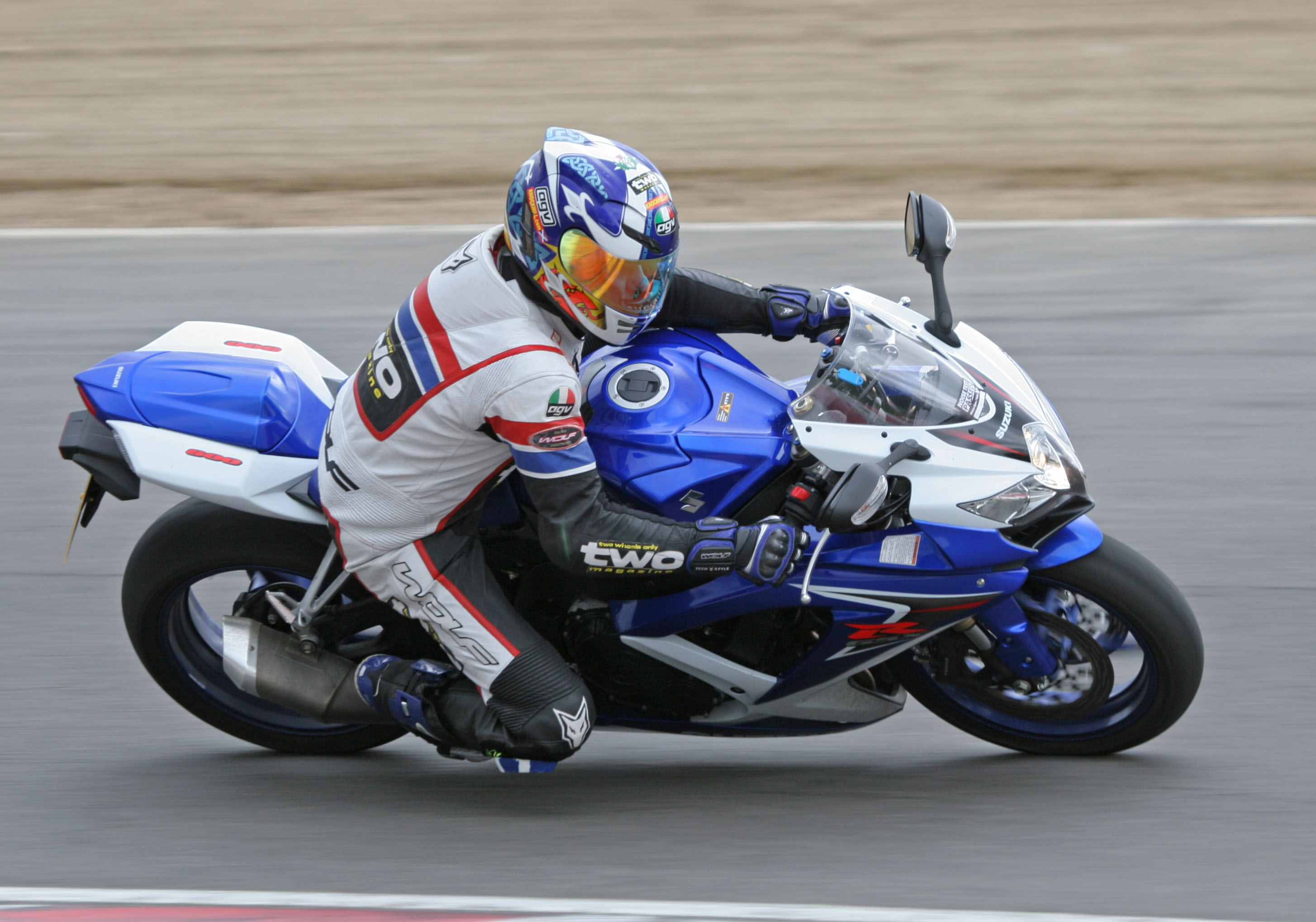
GSX-R 600.

La 600 n'est apparue en France qu'en 1996 pour seconder la 750. Par exemple, la série W était commercialisée depuis quelques années aux États-Unis. Côté design, elle conserve, pendant toute sa carrière, le look de sa grande sœur.
Les premiers modèles SRAD sont extrêmement creux à bas régimes. Ce défaut a été corrigé rapidement, dès 1998, puis avec l'arrivée de l'injection. Le dernier modèle, conçu en 2006, revendique 123 ch en version libre (106 ch pour la France).

### GSX 1300 R (Hayabusa)
En 1999, c'est la seconde moto de série à revendiquer plus de 300 km/h de vitesse de pointe.
La 1300 n'est pas une sportive, d'où la lettre « R » omise avant la cylindrée permettant un distinguo avec la famille des sportives GSX-R.

### GSX-R 1000

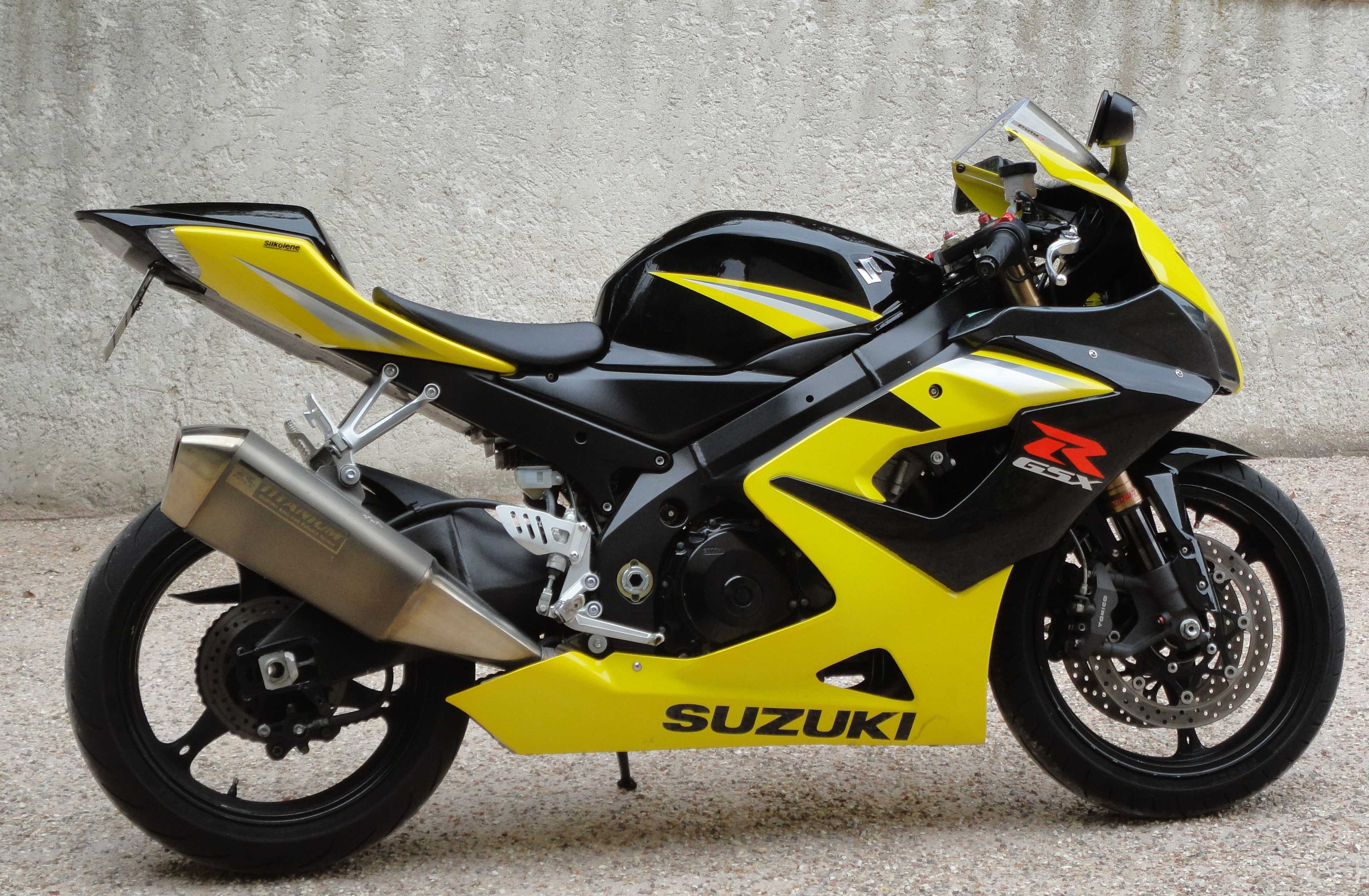
GSX-R 1000 modèle 2005.

En 2001, la GSX-R 1000 vient compléter l'offre, pour contrer le succès de la Yamaha R1. Ce modèle a une puissance de 160 ch en version libre pour 168 kg. Elle dispose d'étriers de frein à six pistons et d'une injection.
Comme toutes les sportives modernes, c'est une vitrine du savoir-faire du constructeur. Elle ne cesse donc d'évoluer. Le modèle 2005 propose 178 ch pour 166 kg. Le modèle 2006 est identique au 2005. Le modèle 2007-2008 propose 185 ch pour 173 kg (modèle deux fois champion du monde d'endurance en 2007 et 2008 avec le Team SERT. Le modèle 2009 atteint 191 ch pour 203 kg (tous pleins faits).

### GSX-R 1000 R

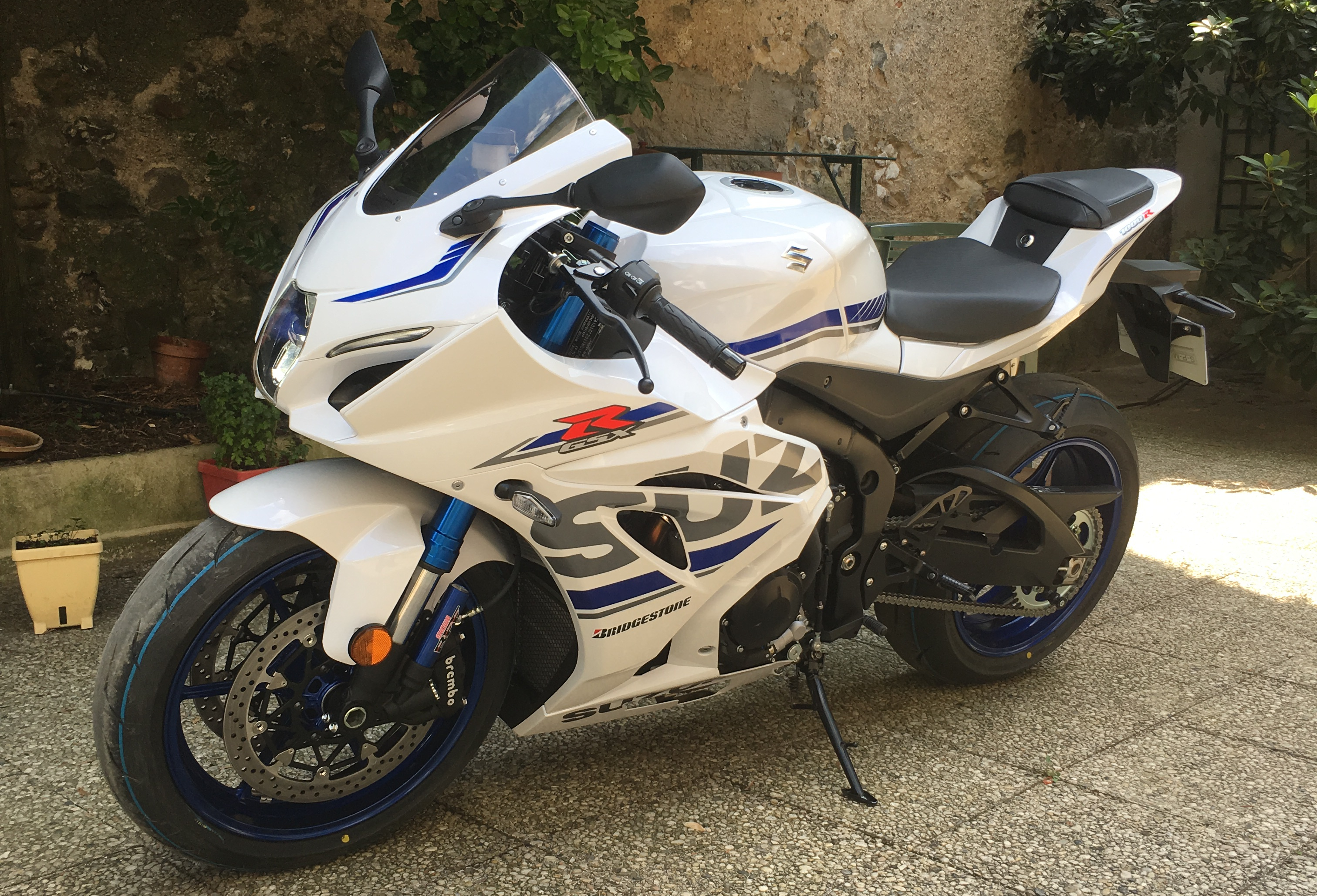
GSX-R 1000 R modèle 2018 en livrée blanche.

La GSX-R 1000 R (« R » pour Racing) modèle 2018 développe une puissance de 202 ch pour un poids tous pleins faits de 203 kg. Sa vitesse est limitée électroniquement d'origine à 300 km/h. La « R » dispose d'origine d'une fourche réglable téléhydraulique inversée Showa BFF à cartouches externes de 43 mm de diamètre et d'un shifter permettant au pilote de changer de vitesse sans utiliser l’embrayage et sans modifier la position de la poignée de l’accélérateur pour monter et descendre les vitesses de sa boîte à six rapports à l'exception du passage initial du point mort vers le premier rapport qui nécessite l'utilisation de l'embrayage manuel.

## Palmarès en endurance
La GSX-R 1000, depuis son lancement en 2001, a remporté onze fois les 24 Heures du Mans : en 2001, 2002, 2003, 2004, 2007, 2008, 2014, 2015, 2021, 2022 et 2024. Suzuki est le constructeur le plus titré pour cette épreuve avec un total de quinze victoires, ainsi qu'au Bol d'or avec vingt victoires dont quinze depuis 2001 avec la GSX-R 1000 en 2001, 2002, 2003, 2004, 2005, 2006, 2008, 2009, 2010, 2011, 2016, 2019, 2021, 2023 et 2024.